# هیدروکسی‌اتیل متیل سلولز
هیدروکسی‌اتیل متیل سلولز (به انگلیسی: Hydroxyethyl methyl cellulose) با فرمول شیمیایی variable یک ترکیب شیمیایی است. که جرم مولی آن متغیر می‌باشد. 